# Państwowa Służba Graniczna Ukrainy
Państwowa Służba Graniczna Ukrainy (ukr. Держа́вна прикордо́нна слу́жба Украї́ни, trans. Derżawna prykordonna służba Ukrajiny, ДПСУ, DPSU) – uzbrojona formacja, podlegająca Ministerstwu Spraw Wewnętrznych Ukrainy. Powołano ją w 1991 roku. Do jej podstawowych zadań należy zapewnianie nienaruszalności granicy państwowej Ukrainy oraz ochrona jej suwerenności na obszarze jej wyłącznej strefy ekonomicznej.

## Historia
Potrzeba posiadania wyspecjalizowanej formacji do ochrony granic pojawiła się wraz z uzyskaniem niepodległości przez Ukrainę w 1991 roku. Od tego czasu Służba ta była aktywnym uczestnikiem w zapewnianiu bezpieczeństwa narodowego państwa w oparciu o prawo stanowione przez Radę Najwyższą, Rząd Ukrainy i prezydenta.
Wcześniej, przez krótki okres po wystąpieniu ze Związku Socjalistycznych Republik Radzieckich, zadania te wykonywał Państwowy Komitet Ochrony Granic Ukrainy.
Lata 2000–2003 to dla Służby Granicznej czas reform, a od 2014 roku wzmacniany jest jej komponent wojskowy, co ma zaadaptować formację do realiów konfliktu zbrojnego.

## Główne zadania
Do podstawowych zadań Państwowej Służby Granicznej Ukrainy należą:
- patrolowanie i zapewnienie porządku na granicy państwowej na lądzie, morzu, w powietrzu, na rzekach, jeziorach i innych zbiornikach wodnych, zapobieganie zmianom granicy,
- doskonalenie ochrony granic oraz umożliwienie bezpiecznego przepływu osób, pojazdów, towarów i innych nieruchomości oraz wykrywanie i powstrzymywanie nielegalnego przekraczania granicy,
- zabezpieczenie suwerenności Ukrainy w jej wyłącznej strefie ekonomicznej, gwarantowanie przestrzegania prawa w tej strefie przez podmioty narodowe, inne państwa i organizacje międzynarodowe,
- prowadzenie działalności wywiadowczej i analitycznej, pozyskiwanie informacji oraz prowadzenie działalności operacyjnej w celu zapewnienia bezpieczeństwa granicy państwowej,
- zwalczanie przestępczości zorganizowanej i walka z nielegalną migracją na granicy państwowej oraz wewnątrz państwa,
- udział w ochronie miejsc tymczasowego przebywania prezydenta i innych wysokich urzędników państwowych, dla których przewidziana jest ochrona,
- ochrona placówek dyplomatycznych Ukrainy poza jej granicami,
- koordynowanie współdziałania wojska i innych służb państwowych na polu ochrony granic[4].

## Struktura

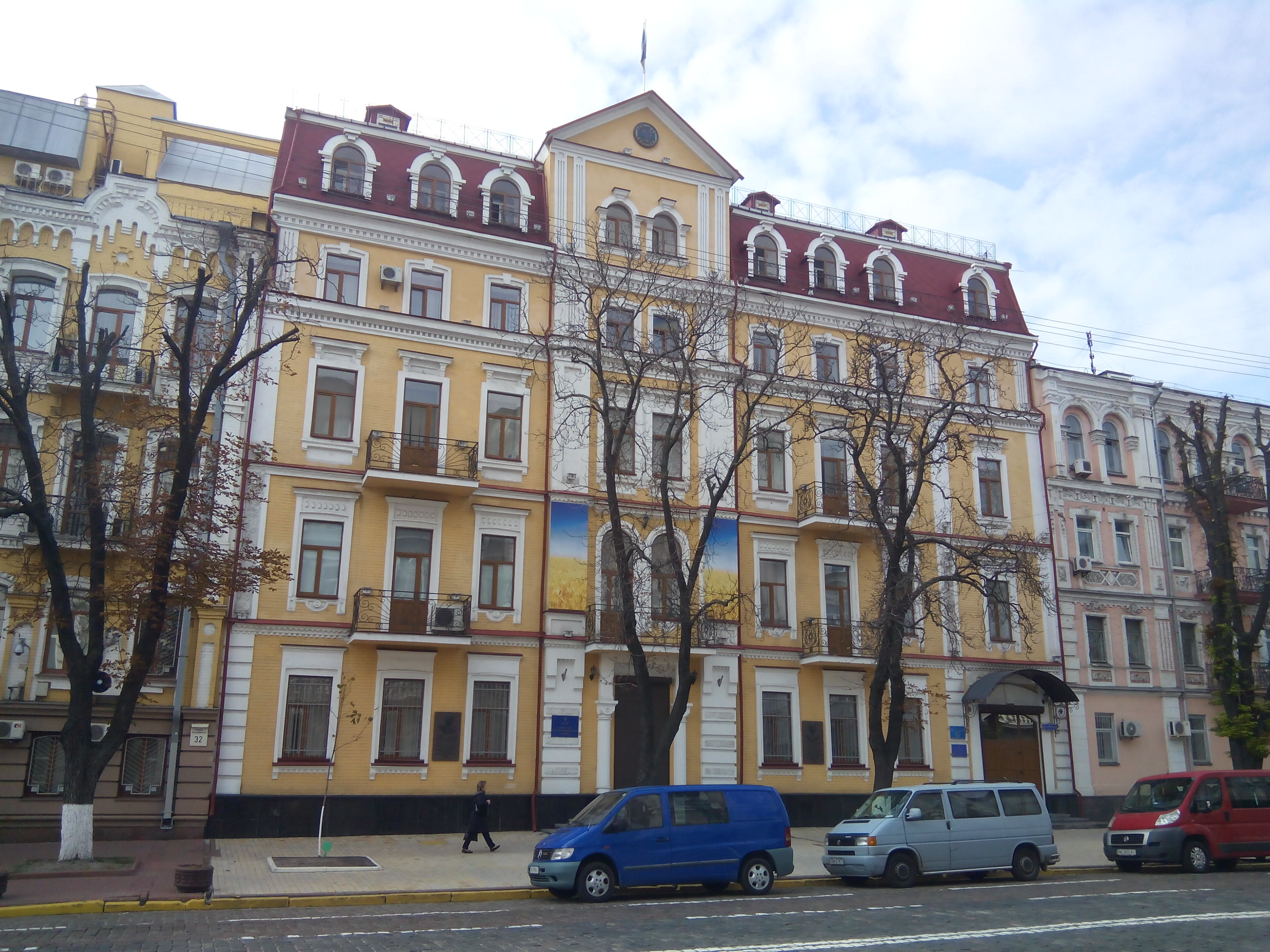
Siedziba Państwowej Służby Granicznej w Kijowie

Centralnym organem Służby, który z ramienia Ministra Spraw Wewnętrznych koordynuje działalnością formacji i zapewnia wykonywanie jej zadań jest Administracja Państwowej Służby Granicznej Ukrainy. Działa ona w oparciu o prawodawstwo Ukrainy. Struktura Administracji prezentuje się następująco:
- Kierownictwo i Podrozdział Bezpośredniego Podporządkowania Szefowi Służby – odpowiedzialne m.in. za zapewnienie bezpieczeństwa wewnątrz Służby oraz za audyt wewnętrzny, informacja publiczna,
- Departament Działań Organizacyjno-Administracyjnych i Zabezpieczenia Analitycznego – działalność organizacyjno-administracyjna, zabezpieczenie dokumentacji i obiegu dokumentów, planowanie strategiczne i analiza ryzyka, działalność analityczno-informacyjna,
- Departament Ochrony Granicy Państwowej – uprawnienia operacyjne, kontrola graniczna (w tym granicy morskiej i powietrznej),
- Departament Prawa Międzynarodowego – współpraca międzynarodowa i integracja europejska, zabezpieczenia prawne, sprawy związane z cudzoziemcami,
- Departament Działań Operacyjnych – działalność operacyjna (z wykorzystaniem uprawnień dochodzeniowo-śledczych), walka z przestępczością zorganizowaną i terroryzmem,
- Departament Zasobów Ludzkich – działalność związana z mobilizacją na potrzeby Służby, rekrutacja, zarządzanie zasobami ludzkimi, organizacja szkoleń i zajęć edukacyjnych,
- Departament Uzbrojenia, Zabezpieczenia Technicznego i Łączności – poza sprawami uzbrojenia, wyposażenia i łączności, odpowiedzialny jest również za ochronę kryptograficzną informacji, zabezpieczenie informatyczne, ochronę systemu telekomunikacyjnego oraz fizycznych elementów systemów łączności,
- Departament Organizacji Działań Powszednich i Zabezpieczenia Socjalno-Humanitarnego – zaplecze socjalne, humanitarne, moralne i psychologiczne dla funkcjonariuszy, ochrona zdrowia,
- Departament Zabezpieczenia Logistycznego – zabezpieczenie materiałowe, budownictwo
- Departament Finansowo-Ekonomiczny
- Wyspecjalizowane centra Służby[5]

### Struktura terenowa

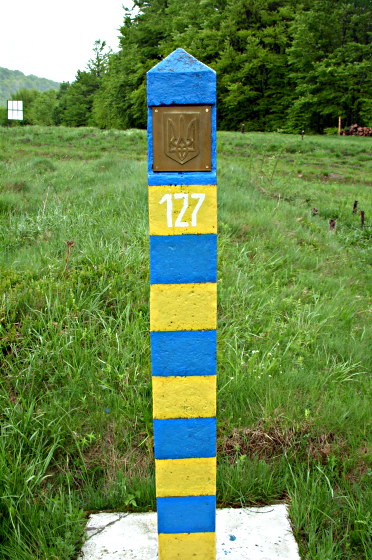
Ukraiński znak graniczny

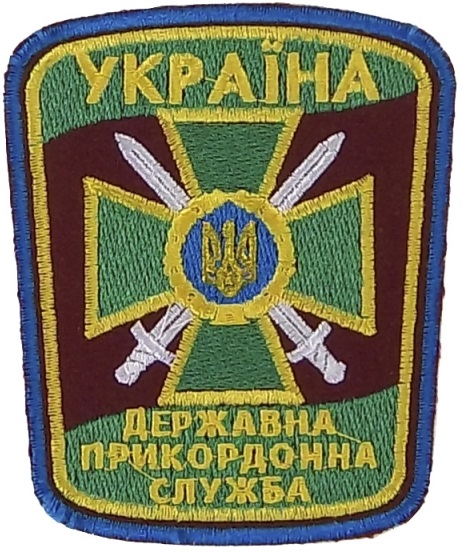
Naszywka mundurowa

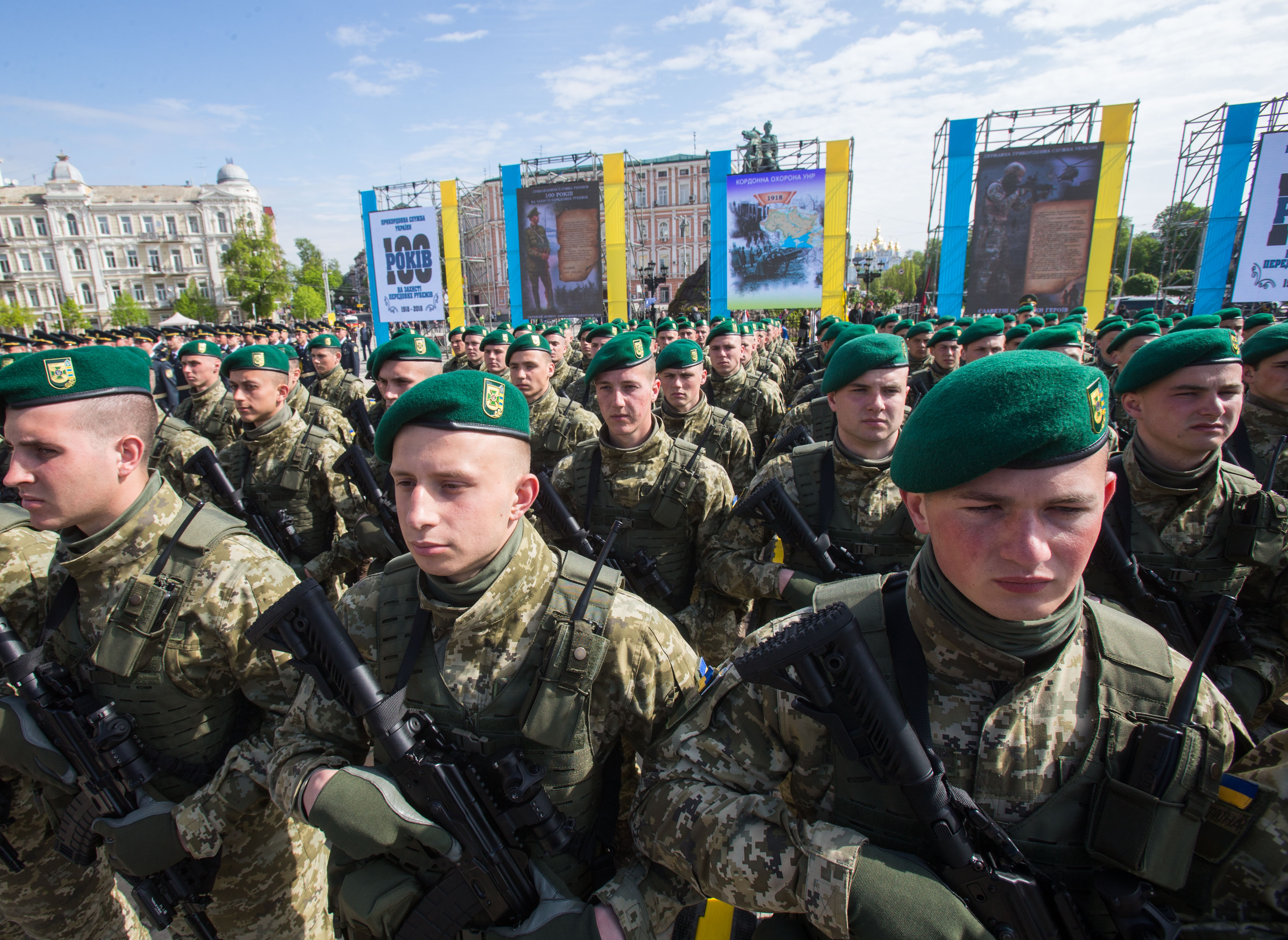
Dzień Państwowej Służby Granicznej Ukrainy w Kijowie, 2018

Państwowa Służba Graniczna Ukrainy funkcjonuje w ramach tzw. zarządów regionalnych. W ich ramach podstawową jednostką organizacyjną jest tzw. zagon – rodzaj pododdziału, jaki funkcjonuje m.in. na Ukrainie i w Rosji.

#### Wschodni Zarząd Regionalny[7]
Swoją siedzibę ma w Charkowie. Obejmuje 1934,5 km granicy, w tym 1541,5 km na lądzie, 261 km na rzekach oraz 132 km na Morzu Azowskim. Granice te przebiegają przez obwody doniecki, ługański, charkowski i sumski. W związku z konfliktem na wschodniej Ukrainie, Służba Graniczna nie kontroluje 461,2 km granicy w obwodach donieckim i ługańskim. Odcinek ten znajduje się pod kontrolą prorosyjskich separatystów. W skład Zarządu wchodzą:
- Doniecki Zagon Graniczny,
- Ługański Zagon Graniczny,
- Charkowski Zagon Graniczny,
- Sumski Zagon Graniczny,
- Charkowska Samodzielna Eskadra Lotnictwa,
- Mariupolski Zagon Ochrony Morskiej,
- Szpital Wschodniego Zarządu Regionalnego PSGU w Charkowie.

Dowódcą Zarządu jest gen. mjr Serhij Bidyło.

#### Północny Zarząd Regionalny[8]
Swoją siedzibę ma w Żytomierzu. Obejmuje 1358,6 km granicy, w tym 985,7 km na lądzie, 370,7 km na rzekach oraz 2,2 km na jeziorach. Są to granice z Polską, Białorusią i Federacją Rosyjską. W jego skład wchodzą:
- Czernihowski Zagon Graniczny,
- Żytomierski Zagon Graniczny,
- Łucki Zagon Graniczny.

Dowódcą Zarządu jest gen. mjr Wałerij Kurnikow.

#### Zachodni Zarząd Regionalny[9]
Swoją siedzibę ma we Lwowie. Obejmuje 1267 km granicy, w tym 945,3 km na lądzie (w tym 368,7 km w górach) oraz 322,1 km na rzekach. Są to granice z Polską, Słowacją, Węgrami, Rumunią i Mołdawią. Przebiegają one przez obwody wołyński, lwowski, zakarpacki, iwanofrankiwski oraz czerniowiecki. W jego skład wchodzą:
- Lwowski Zagon Graniczny,
- Mostowski Zagon Graniczny,
- Mukaczewski Zagon Graniczny,
- Czopski Zagon Graniczny,
- Czerniowiecki Zagon Graniczny,
- Klinika Medycyny Wojskowej PSGU we Lwowie,
- Kynologiczne Centrum Szkoleniowe PSGU.

Dowódcą Zarządu jest gen. mjr Wołodymyr Jehorow.

#### Południowy Zarząd Regionalny[10]
Swoją siedzibę ma w Odessie. Obejmuje 1507,007 km granicy, w tym 819,549 km na lądzie, 396,258 km na rzekach, 32,7 km na jeziorach oraz 258,5 km na morzu. Są to granice z Mołdawią i Rumunią. W jego skład wchodzą:
- Odeski Zagon Graniczny,
- Odeski Zagon Ochrony Morskiej,
- Podilski Zagon Graniczny,
- Białogrodzki Zagon Graniczny,
- Izmaiłski Zagon Graniczny,
- Mohylowski Zagon Graniczny,
- Odeska Samodzielna Eskadra Lotnictwa,
- Klinika Medycyny Wojskowej PSGU w Odessie,
- Izmaiłski Zagon Szkoleniowy Ochrony Morskiej.

Dowódcą Zarządu jest gen. por. Serhij Kosik.

#### Azowsko-Czarnomorski Zarząd Regionalny[11]
Swoją siedzibę ma w Chersoniu. Obejmuje obwody mikołajowski, chersoński oraz zaporoski. Odpowiada również za ochronę granicy z zaaneksowanym przez Federację Rosyjską Krymem. W skład Zarządu wchodzą:
- Berdiański Zagon Graniczny,
- Chersoński Zagon Graniczny.

Dowódcą Zarządu jest płk Andrij Ihnatiew.

### Dowódcy PSGU
- 1992 – 1994 gen. armii Wałerij Hubenko[12]
- 1994 – 1999 gen. płk Wiktor Bannych[13]
- 1999 – 2001 gen. płk Borys Ołeksijenko[14]
- 2001 – 2014 gen. Mykoła Łytwyn[15]
- 2014 – 2017 gen. Wiktor Nazarenko[16]
- 2017 gen. por. Petro Cyhykał[17]

## Współpraca międzynarodowa

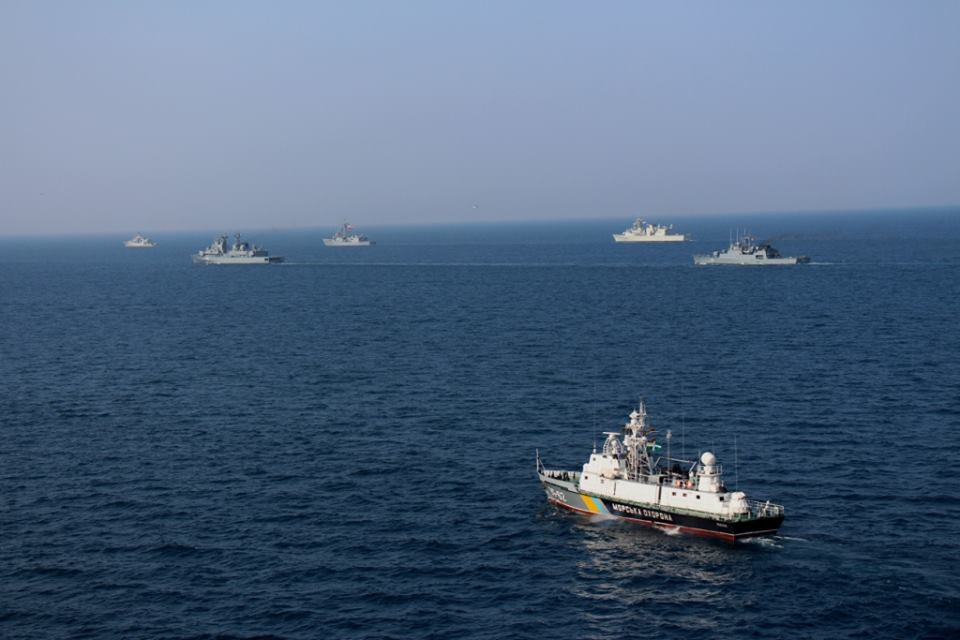
Okręt PSGU „Hryhorij Hnatenko” podczas manewrów Sea Breeze 2016

- Organizacja Bezpieczeństwa i Współpracy w Europie – Służba Graniczna jest przez władze ukraińskie wyznaczona do wykonywania zobowiązań Ukrainy wynikających z punktu 9. Kompleksu działań na rzecz realizacji porozumień mińskich, który przewiduje przywrócenie kontroli nad granicą ukraińsko-rosyjską, w związku z czym ściśle współpracuje z OBWE[18][19],
- Straż Graniczna Rzeczypospolitej Polskiej – na granicy z Polską działają dwa punkty konsultacyjne, umożliwiające szybką wymianę informacji dotyczących zdarzeń granicznych; przeprowadzane są wspólne patrole; przyjmowane są roczne plany współdziałania; istnieją zaawansowane formy wymiany informacji statystycznych i analitycznych; rozwijana jest współpraca operacyjno-śledcza i szkoleniowa; celem tej współpracy jest pomoc w przekształceniu PSGU w nowoczesną formację graniczną[20],
- Unia Europejska[21][22][23]:
  - W ramach programów pomocy technicznej zaimplementowano pięć projektów dla PSGU, dotyczących m.in. rozbudowy infrastruktury, rozwoju jej możliwości jej jednostek, rozwój instytucjonalny; w ich ramach Służba pozyskała m.in. samochody patrolowe, quady, motocykle, przenośne termowizory i czujniki ruchu,
  - Programy Współpracy Transgranicznej: Rumunia-Mołdawia-Ukraina, Polska-Białoruś-Ukraina, Węgry-Słowacja-Rumunia-Ukraina,
  - Wsparcie dla polityki zarządzania granicą na Ukrainie – w ramach tego programu PSGU i Państwowa Służba Celna Ukrainy uzyskały 66 milionów euro w latach 2011–2017,
  - Partnerstwo Wschodnie – w ramach tego programu PSGU pozyskała sprzęt do ochrony granic, zorganizowano Centrum Kontaktu Wirtualnego na granicy ukraińsko-białoruskiej na przejściu granicznym,
  - Wsparcie dla Państwowej Służby Granicznej Ukrainy w dalszej implementacji zasad zarządzania granicą, w szczególności na polu kontroli dokumentacji oraz identyfikacji skradzionych pojazdów – współpraca formacji ochrony granic z Niemiec, Litwy i Polski na rzecz PSGU,
- Stany Zjednoczone Ameryki Północnej[24][25]:
  - W ramach siedmiu programów pomocy technicznej Stany Zjednoczone wspierają Ukrainę w walce z przemytem broni masowego rażenia i materiałów radioaktywnych oraz w rozwoju instytucjonalnym PSGU; pozyskano m.in. wozy opancerzone i pojazdy patrolowe, mundury, sprzęt ochrony osobistej, systemy nawigacyjne i komunikacyjne, sprzęt medyczny, materiały edukacyjne, systemy monitorowania promieniowania radioaktywnego, komputery i sprzęt multimedialny dla ośrodków edukacyjnych Służby oraz wybudowano obóz szkoleniowy,
  - Wsparcie i Pomoc Rządu Stanów Zjednoczonych dla Ukrainy – przekazanie sprzętu komunikacyjnego dla PSGU,
  - Szkolenia taktyczne dla jednostek specjalnych PSGU przeprowadzane przez jednostkę specjalną Urzędu Celnego i Ochrony Granic oraz jednostki DEA,
  - Program New Face of the Border – wsparcie reform w PSGU,
  - W ramach międzynarodowych cyklicznych manewrów morskich Sea Breeze okręty PSGU współdziałają z okrętami United States Navy.

## Medale za służbę

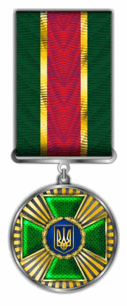
25 lat
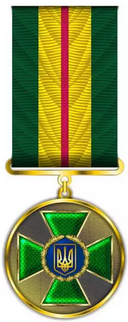
20 lat
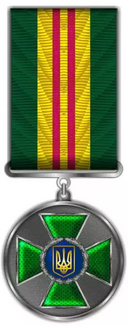
15 lat
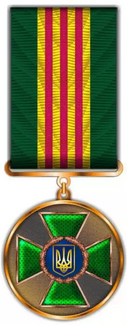
10 lat